# Gerencsér Tamás
Gerencsér Tamás (Budapest, 1984. július 19. –) magyar műsorvezető, producer és filmrendező.

## Életpályája
A színészi ambíciók már kiskorában megvoltak benne, ekkor még a Napsugár Színpadon szerepelt.
17 éves korában szerepelt először a Budapest Európa Televízióban, később szakot végzett Anettka médiaiskolájában. 22 évesen rendezte első filmjét, a Holnap történt – A nagy bulvárfilm-et. A film népszerűsítése céljából az alkotók külön fizettek azért, hogy az Uránia Nemzeti Filmszínházban vörösszőnyeges bemutatót kapjon. Azonban a várakozásokkal ellentétben a film gyakorlatilag katasztrofális csődöt mondott és adósságba verte az alkotókat, így a film főszereplőjét, Fehér Anettkát is, minthogy a filmet magánfelajánlásokból, több mint 50 millió forintos összegből finanszírozták. Azonban a mozik megtagadták a film levetítését (a szakmai vélemények ugyanis gyakorlatilag egyöntetűen nézhetetlenek ítélték) és nem folyt be semmiféle bevétel.
Gerencsér nyíltan vállalja, hogy meleg.
2015 óta párja, Neuzer Imre énekes - műsorvezető.
2020. nyarától az újjáalakuló Index videóriportere, majd 2021-től gyártásvezetője.

## Munkái
- Holnap történt – A nagy bulvárfilm (2009) rendező, színész
- Édes Otthon (vígjátéksorozat, 2012) rendező, producer

## Televíziós műsorok
- Gáz (Budapest TV, 2002) műsorvezető
- Nyerő (Budapest TV, 2003) műsorvezető
- Anettka Space Project (Budapest TV, 2003) rendező
- Anettka és Tomi Főz (Budapest TV, 2006) műsorvezető
- Ruszkij jizik (Budapest TV, 2006) szereplő
- Csengőfrász (Budapest TV, 2006) műsorvezető
- Hangár Party (FIX TV, 2008) műsorvezető, rendező
- Házibuli Attilával (2006, 2009-2013) rendező
- Hungarian PopTOP (Muzsika TV, 2013-) rendező
- Retro Disco (Muzsika TV, 2013-) producer
- Fűre lépni Ihos! (Muzsika TV, 2014-) producer
- Együtt a biztonságért (ATV, 2011-2016) rendező
- Nagy Fröccs (RTL Klub, 2014-2015; Muzsika TV 2015-) rendező
- SzÉpítők (TV2, 2016-2021) vágó
- TechGuru (TV2, 2017-2020) operatőr, vágó